# 斯特勒姆圖拉鄉
47°28′N 24°05′E / 47.47°N 24.09°E
斯特勒姆圖拉鄉（羅馬尼亞語：Comuna Strâmtura, Maramureș），是羅馬尼亞的鄉份，位於該國西北部，由馬拉穆列什縣負責管轄，面積92平方公里，海拔高度564米，2007年人口4,033，人口密度每平方公里44人。